# Stanisław Szewczuk
Stanisław Szewczuk (ur. 15 kwietnia 1913 we wsi Prusy koło Lwowa, zm. 17 czerwca 1977 w Brzegu) – oficer techniczny Polskich Sił Powietrznych we Francji i Wielkiej Brytanii, naukowiec, wykładowca na Politechnice Wrocławskiej.

## Życiorys
Urodził się w rodzinie chłopskiej. Ojciec Bartłomiej był gospodarzem i wójtem. Rodzice wysłali go do szkół we Lwowie. Stanisław Szewczuk studiował w latach 1931–1938 na Politechnice Lwowskiej: Wydział Mechaniczny, Oddział Maszynowy, Grupa Konstrukcyjna. Edukacja trwała tam o 3 lata dłużej niż na innych specjalizacjach, gdyż jak stwierdził Andrzej Glass, studenci, których specjalizacją były samoloty i ich wyposażenie, mieli liczne dodatkowe przedmioty na II i IV roku studiów. Stanisław Szewczuk uzyskał 20 czerwca 1938 r. dyplom Politechniki Lwowskiej inżyniera mechanika, sekcja lotnictwa z wynikiem dobrym.
Służbę wojskową odbywał w Szkole Technicznej Rezerwy Saperów w Modlinie. Został tam zaprzysiężony i zdobył podstawowe wyszkolenie wojskowe.
Od 1 stycznia do 27 sierpnia 1939 był uczniem Szkoły Podchorążych Lotnictwa – Grupa Techniczna w Warszawie (eskadra szkolna podchorążych rezerwy), w której szkolono absolwentów politechnik, aby stworzyć kadrę rezerwy. Wykładali w niej naukowcy z Politechniki Warszawskiej. Szkoła posiadała dobrze przygotowane pracownie warsztaty i laboratoria.
Młody inżynier uzyskał tam stopień sierżanta podchorążego. Specjalizował się w konstrukcji silników i płatowców. Po ukończeniu kursu podchorążych w Warszawie (z bardzo dobrą lokatą) otrzymał przydział do 6 pułku lotniczego we Lwowie. W tym samym roku zawarł związek małżeński z Ireną Bryniarską. Wybuch wojny rozdzielił ich na długie lata.
17 września wkroczyły do Lwowa wojska sowieckie. Irena Szewczuk została aresztowana i wywieziona do Kazachstanu, a jej mąż, który brał udział w ewakuacji parku lotniczego, przekroczył granicę rumuńską w Serafińcach. Polacy różnymi drogami starali się przedostać do Francji. Stanisław Szewczuk 4 października dotarł do Bukaresztu, gdzie przy ambasadzie polskiej działała komórka ewakuacji techników do Francji i Anglii. Po otrzymaniu wiz, wyjechał przez Jugosławię, Grecję do Francji, do której dotarł 4 listopada.
Stanisław Szewczuk znalazł się w obsłudze lotniska Le Bourget. Następnie przebywał w Lyon-Bron. Znajdowała się tam główna Baza Lotnictwa Polskiego, której komendantem był pułkownik pilot Stefan Pawlikowski. Jak podaje Wacław Król warunki zakwaterowania szczególnie podoficerów i żołnierzy były złe. Brakowało łóżek sienników i koców. Prowizoryczne ogrzewanie nie zapewniało odpowiedniej temperatury. Było zimno i brakowało ciepłej wody. Żołnierzom najbardziej jednak doskwierała bezczynność.
Sytuacja inżynierów i techników była znacznie gorsza niż pilotów. Jak podaje Jerzy Płoszajski do Francji przybyło 280 oficerów technicznych. Była to liczba znacznie wyższa niż potrzeby jednostek bojowych. Tylko paru absolwentów Szkoły Podchorążych Lotnictwa – Grupa Techniczna (promowanych w 1939) dostało przydziały na podrzędne funkcje.
Na podstawie porozumienia ze stroną francuską, inżynierowie i technicy, dla których nie było zatrudnienia w jednostkach bojowych, zostali skierowani do przemysłu zbrojeniowego. Wśród załogi fabryki OLAER w La Couronne, Jerzy Płoszajski wymienia Stanisława Szewczuka, który pracował tam do 19 czerwca 1940 roku. Firma produkowała podwozia do samolotów Dewoitine D.520. Polacy zatrudnieni byli w dziale kontroli fabrycznej i prób.
Po podpisaniu przez Francuzów rozejmu w Compiègne 22 czerwca, Stanisław Szewczuk znalazł się w Camp de Caylus (francuskim obozie administrowanym przez Polaków), który opuścił po demobilizacji. Początkowo przebywał w Aix-les Bains prowadzonym przez TOPF (odpowiednik polskiego PCK) W 1942 roku przeniósł się do Clermont-Ferrand. Chwytał się różnych prac, aby zarobić na życie i wyjazd do Anglii. Był m.in. kierownikiem bursy. Następnie przeniósł się do Grenoble.
Przy przekraczaniu granicy francusko-hiszpańskiej w listopadzie 1942 roku, został aresztowany przez żandarmerię francuską i osadzony w obozie Camp de Gurs.
Stamtąd trafił do pracy przymusowej w niemieckiej organizacji paramilitarnej Todt.
W Tarnus Stanisław Szewczuk pracował przy wznoszeniu fortyfikacji nadbrzeżnych, a w Hendaye (na granicy hiszpańsko-francuskiej) przy budowie drogi. Udaje mu się wykorzystać bliskość granicy i uciec.
Z Madrytu przez Portugalię przedostał się do Gibraltaru, gdzie zgłosił się do Misji Polskiej. 24 lipca 1943 wypełnił oświadczenie weryfikacyjne i został przerzucony do Anglii.
Zgłosił się do wojska i został wysłany do Ośrodka Zapasowego Lotnictwa w Blackpool.
Stanisław Szewczuk przebywał w stacji Newark do 28 kwietnia 1944 r.
Od kwietnia do września uczestniczył w kursie oficerskim Armement Officerss Course w Szkole Uzbrojenia Lotniczego nr 1 (Air Air Armament School) w Manby. Kształcenie personelu ziemnego odbywało się wyłącznie w szkołach brytyjskich. Kursanci osiągali kwalifikacje w specjalnościach RAF-u (Royal Air Force). Stanisław Szewczuk został specjalistą Technical Armement (uzbrojeniowiec).
Został skierowany do 83O4 Eskadry Obsługi w 304 dywizjonie „Ziemi Śląskiej im. Ks. Józefa Poniatowskiego” w Benbecula. Stanisław Szewczuk był tam oficerem technicznym. 12 października otrzymał mianowanie na podporucznika, a 14 października promowano go do stopnia angielskiego F/O (Flying Oficer).
W marcu 1945 r. 304 dywizjon bombowy powrócił do Kornwalii. Z lotniska St Eval (Anglia) piloci patrolowali Zatokę Biskajską i Atlantyk. Warunki bytowania były tam bardzo dobre. Spodziewano się rychłego zakończenia wojny. Lotów było znacznie mniej, a więc wojskowy personel techniczny mógł być wykorzystywany w przemyśle i instytutach badawczych.
26 czerwca 1945 r. Stanisław Szewczuk, jako specjalista Technical Armement, został przeniesiony z 304 dyonu RAF Stn Eval do Polish Depot, Research and Experimental Pool (Polski Ośrodek Badawczy i Doświadczalny), z przydziałem do A.A.E.E. (Aircraft and Armament Experimental Establishment = Instytut Doświadczalny Samolotów i Uzbrojenia)), RAF Stan Boscombe Down. Janusz Żurakowski w swojej książce opisał ten ośrodek.
Stanisław Szewczuk zajmował się problemami uzbrojenia samolotów oraz badaniami ich w locie. Współpracował wówczas z mechanikiem i pilotem w jednej osobie: Lesławem Międzybrodzkim. Właśnie tam spotkał Janusza Żurakowskiego, z którym korespondował aż do śmierci.
Stanisław Szewczuk odszedł ze służby odznaczony Medalem Lotniczym.
Powrócił do kraju we wrześniu 1947. Zamieszkał w Sopocie. Został zatrudniony w Technicznej Obsłudze Rolnictwa w Gdańsku. W następnym roku rozpoczął pracę dydaktyczną na Politechnice Gdańskiej w katedrze Maszynoznawstwa Chemicznego i Ogólnego. Jednocześnie był inspektorem robót montażowych przy budowie elektrowni Gdańsk-Ołowianka i Gdynia II.
Po śmierci żony przeniósł się z dwójką małych dzieci do Brzegu koło Opola.
W latach 1951–1954 Stanisław Szewczuk pracował w Nadodrzańskich Zakładach Przemysłu Tłuszczowego w Brzegu, jako kierownik działu inwestycji. Zaprojektował wówczas i wdrożył prototyp transportera pneumatycznego. W pracy poznał Alinę Gajewską, z którą ożenił się w 1952 roku. Ze związku tego doczekał się córki i syna. Dwa lata później zmienił pracę. Otrzymał stanowisko głównego inżyniera w Opolskich Zakładach Silników Elektrycznych z siedzibą w Brzegu.
Od 1957 roku związał się z Politechniką Wrocławską. Pracował w Katedrze Maszyn Elektrycznych na stanowisku adiunkta. Był jednym z kontynuatorów Szkoły Naukowej Maszyny Elektryczne, którą założył Kazimierz Idaszewski. Zajmował się teorią konstrukcji i technologii układów elektromechanicznych i maszyn największej mocy (w tym turbogeneratorów). Wyniki badań publikował w Pracach Naukowych Instytutu Układów Elektromaszynowych Politechniki Wrocławskiej. Biegle władał językiem francuskim, niemieckim i angielskim. Wypromował dwóch doktorantów. W 1961 r. obronił pracę doktorską pt. „Wpływ czynników mechanicznych i termicznych na wymiary komutatora”, a w 1967 przedstawił pracę „Kryteria oceny chłodzenia gazowego turbogeneratorów małej mocy” i uzyskał stopień doktora habilitowanego. W tym samym roku otrzymał stanowisko docenta. Był autorem publikacji. Prowadził wykłady z rysunku technicznego, geometrii wykreślnej i podstaw konstrukcji maszyn. Wydał kilka podręczników i skryptów dla studentów.
Ciężkie przeżycia i lata wytężonej pracy przyczyniły się do przedwczesnej śmierci. Zmarł 17 czerwca 1977 roku w Brzegu. Był odznaczony Złotem Krzyżem Zasługi i Złotą Odznaką Politechniki Wrocławskiej.